# Coproduction conditionnée
 (mars 2025).
La coproduction conditionnée, parfois appelée coproduction-conditionnelle (pratītyasamutpāda प्रतीत्यसमुत्पाद, en sanskrit, prononcer /prətī:tyə səmŭtpα:də/ ; paṭiccasamuppāda पटिच्चसमुप्पाद, en pāḷi ; « origine conditionnée ») est le concept bouddhique de conditionnalité, de dépendance, de réciprocité.
L'essentiel du concept réside dans la notion d'interdépendance. Ainsi, dans le bouddhisme, tous les phénomènes sont composés et interdépendants, que ce soient les objets physiques, les sensations, les perceptions, la pensée, la conscience. D'après le Bouddha, ces cinq « aliments, ou agrégats » (skandhas) conditionnent le maintien de « l'existence des êtres vivants ».
La coproduction conditionnée ou "production en dépendance" est valable pour toute chose, mais est souvent présentée pour expliquer l'origine de la souffrance (dukkha). Elle est présentée comme un ensemble de douze liens, ou maillons, les douze nidānas, formant une suite cyclique, dont certaines écoles bouddhiques considèrent qu'elle est sans cesse parcourue par les êtres humains dans le samsara.
La coproduction conditionnée est un concept très étendu dans la littérature bouddhique, que ce soit au sein du canon bouddhique ou dans les écritures et commentaires des différentes écoles, comme dans le Lalitavistara, texte du bouddhisme mahâyâna décrivant la vie du Bouddha et, notamment, sa découverte de la vérité de la conditionnalité au moment de son atteinte de l'éveil.
Il s'agit d'un concept théorique lié à une pratique, notamment celle de la méditation, se fixant pour but l'atteinte du nirvāna par l'observation des phénomènes tels qu'ils sont.

## Formulations
Il existe plusieurs formulations, plus ou moins classiques, du principe de coproduction conditionnée.

### La formulation courte
Dans les textes originaux, la formulation courte est la suivante :
« Imasmim sati, idam hoti [bhavati] ;
imassuppâdâ, idam uppajjati.
Imasmim asati, idam na hoti ;
imassâ nirodha, idam nirujjhati. »
Elle est généralement traduite ainsi en français :
« Quand ceci est, cela est ;
Ceci apparaissant, cela apparaît.
Quand ceci n'est pas, cela n'est pas ;
Ceci cessant, cela cesse. »
Cependant, d'après Dominique Trotignon, cette traduction pose un problème, dans la mesure où, dans les textes originaux, ce ne sont pas les mêmes formulations qui sont utilisées pour les verbes dans les deux parties de la phrase. De plus, elle ne met pas en avant l'idée, répandue dans le bouddhisme ancien, de conditions multiples face à celle, plutôt présente dans les interprétations ultérieures, de cause (renvoyant à l'idée de cause principale et de chronologie).
Une traduction plus fidèle aux textes originaux pourrait donc être :
« Ceci étant, cela devient ;
ceci apparaissant, cela naît [croît, est construit].
Ceci n'étant pas, cela ne devient pas ;
ceci cessant, cela cesse de naître [croître, de se construire]. »
Dans ces deux formulations, une lecture — parmi d'autres — consiste à mettre en avant les deux parties de chaque phrase. Les premières parties se référant à la réalité, telle qu'elle est, et les secondes au Saṃsāra.
Pour Ajahn Brahm, ces formulations rejoignent ce qu'on connaît aussi en logique sous le nom de "condition nécessaire" (quand ceci n'est pas, cela n'est pas) et de "condition suffisante" (quand ceci est, cela est).

### La formulation longue: les douzenidānas
Une formulation plus longue est assez rapidement apparue dans l'histoire du bouddhisme. Elle introduit plusieurs modifications par rapport aux textes anciens, notamment un enchaînement causal, puis — dans le mahayana — une dimension matérielle.
La coproduction conditionnée est ainsi présentée comme un ensemble de douze liens, ou maillons, les douze nidānas, formant une suite cyclique, dont certaines écoles bouddhiques considèrent qu'elle est sans cesse parcourue par les êtres humains dans le samsara.
Dans cet exposé, ces conditions participent à l'origine du dukkha. Dans le Mahā-tanhāsankhaya-sutta et le Acela-sutta, il est ainsi précisé, à la fin de l'exposé de la loi de coproduction conditionnée : « telle est l'apparition de tout ce monceau de dukkha ».
Ces maillons sont (les termes précédés d'un « s. » sont notés en sanskrit, précédés d'un « p. », en pāḷi) :
1. L'aveuglement, l'ignorance (s. avidyā, p. avijjā) ;
2. Les créations (formations, constructions) mentales (s. samskāra, p. sankhāra) ;
3. La conscience discriminante (s. vijñāna, p. vinnāna) ;
4. Le nom et la forme (s., p. nāma-rūpa);
5. Les six « sphères » sensorielles (s. sadāyatana, p. salāyatana) ;
6. Le contact (s. sparśa, p. phassa) ;
7. La sensation (s., p. vedanā) ;
8. La soif (s. tṛṣna, p. tanhā);
9. L'attachement, l'appropriation (s., p. upādāna).
10. Le devenir (s., p. bhava).
11. La naissance (s., p. jāti) désignant le processus depuis la conception
12. La vieillesse et la mort (s., p. jarā-maraṇa) désignant l'existence de la naissance à la mort

Cette formulation a une tendance à présenter la coproduction conditionnée comme une suite chronologique, un enchaînement causal. Or, cette interprétation n'est pas présente en tant que telle dans les textes les plus anciens. On ignore l'époque où s'est fixée cette formulation en douze éléments, car seuls huit sont constamment présents dès l'origine : l'ignorance, les constructions mentales, la conscience discriminante, le contact, le sentiment, la « soif », l'attachement et l'existence. Les quatre éléments tardifs sont donc : le nom et la forme, les sphères sensorielles, la naissance et enfin la vieillesse et la mort.
Du point de vue chronologique, on peut distinguer les conditions appartenant au passé (l'ignorance et les constructions mentales), au présent (les huit restantes, que ce soit comme conséquence du passé ou conditions de l'avenir). Du point de vue « causal », on peut différencier les souillures (ignorance, soif, attachement), les actes (constructions mentales, existence) et les fruits (conscience discriminante, nom et forme, sens, contact, sentiments, naissance, vieillesse et mort).
D'après Dominique Trotignon, ces deux lectures induisent une interprétation matérielle des quatre conditions supplémentaires. Il ajoute que la conscience devient alors :
« envisagée, non plus comme un "acte de conscience discriminante", mais comme un "support de renaissance" — interprétation devenue elle aussi "classique", aussi bien chez Buddhaghosa que dans l'école Sarvâstivâda. »
Cette formulation est sans doute apparue de par la nécessité d'enseigner la loi de coproduction conditionnée, le langage ne permettant pas de se passer d'une chronologie. Cependant, de nombreux commentaires mettent en garde contre le fait d'interpréter la coproduction conditionnée de cette unique façon. Ainsi, Buddhaghosa donne-t-il un long avertissement au lecteur, dans le 17e chapitre de son Visuddhimagga, dès le Ve siècle de l'ère chrétienne, l'incitant à considérer la coproduction conditionnée ainsi :
« La réunion des causes, énoncées une par une, provoque la manifestation des effets […] Cette réunion, qui produit un effet commun lorsqu'aucun des facteurs ne manque, est conditionnelle parce qu'elle amène face à face les facteurs au complet. Cette réunion s'appelle coproduction parce qu'elle produit des facteurs simultanés qui n'existent pas indépendamment les uns des autres. »

## Interprétations

### Theravada
Dans le bouddhisme theravada, l'aveuglement n'est pas la seule cause des créations, il n'y a pas une cause et un effet mais plusieurs causes et plusieurs effets.
Dans le Theravada, il y a deux interprétations différentes de la coproduction conditionnée : l'une qui implique trois temps (ou trois vies successives), l'autre qui affirme que tout se passe dans le présent.
Dans la première interprétation (qui est aussi celle de l'Abhidhamma), le Theravada reconnaît dans la coproduction conditionnée trois temps ; le deuxième maillon, les activités volontaires (sankhara), sont production de kamma appartenant au passé, tandis que le troisième maillon, la conscience, vijnana, est un effet actuel. De même, la soif, l'attachement et le karma sont des causes actuelles, tandis que les deux derniers maillons sont effets futurs.
Ajahn Brahm donne la comparaison suivante : si on a l'argent et le désir, on peut acheter un terrain et s'y faire construire une maison, puis y déménager. L'argent représente le karma, le désir est la soif, la maison est "bhava" (le devenir), le déménagement est la renaissance.
Dans la seconde interprétation, qui est par exemple celle de Buddhadasa, la coproduction conditionnée exprime une loi d'interdépendance qui n’est ni éternaliste ni nihiliste et qui se situe entre l'idée d'existence d'un moi et celle d'absence totale de moi. Elle ne doit pas être enseignée comme si l'évolution d'un individu s'étalait sur trois vies : toutes les étapes de coproduction conditionnée peuvent être parcourues plusieurs fois presque instantanément. Sa mise en pratique est affaire d'attention à chaque instant (sanditthiko : « ici et maintenant ») :
L'attention doit être présente pour contrôler les sensations lorsqu'il y a contact entre les sens et un objet. Il ne faut pas permettre au désir et à l'attachement d'apparaître.
De même, Nanavira Thera (en) refuse l'interprétation en trois temps comme "totalement inadmissible". Pour lui, le karma exprime le fait que "ce que l'on est dépend de ce que l'on fait", et la coproduction conditionnée est immédiate et intemporelle (sanditthiko akaliko) :
Toute interprétation de paticcasamuppāda qui implique le temps est une tentative de résoudre le problème présent en se référant au passé ou au futur, elle est donc nécessairement erronée.

#### Conditions
Dans le Theravada, il existe vingt-quatre types de conditions (pāḷi : paccaya), bien que certaines soient posées par Buddhaghosa comme synonymes. L'étude des conditions débouche sur une approche analytique de la coproduction : à chaque étape il s'agit de détailler précisément ce qui est conditionné. Par exemple c'est la sensation agréable qui conditionne la soif et non les autres types de sensation.
L'exposé complet des conditions et leurs applications à tous les phénomènes mentaux et physiques réside dans le Patthana, dernier — et gigantesque — livre de l’Abhidhamma pitaka, comportant six volumes. Ce livre n'a pas encore été traduit en langue européenne.[réf. souhaitée]
Ces conditions sont posées comme la condition sine qua non pour comprendre la coproduction conditionnée. Ainsi, d'après Nyanatiloka : « Pour comprendre parfaitement le Paṭiccasamuppāda, il […] faut connaître les principaux modes de condition ou relation. »
Les conditions elles-mêmes sont discutées et des écarts d'interprétations semblent prendre place au sein du Theravada. Buddhaghosa détaille des conditions qu'il pose comme synonymes, mais qui portent pourtant un nom différent. Puis il propose d'appliquer à chaque étape les conditions qui conviennent, selon la logique du Patthâna : il s'agit d'abord de détailler, par exemple, quelles créations conditionnent quels états de conscience, puis de quelle manière.
Condition causaleC'est à la fois une condition et une cause, et ce schéma est valable pour chacune des conditions. La condition causale représente un fondement. Selon Buddhaghosa, "Les causes fournissent un fondement dans le sens qu'elles assurent une bonne base, et non parce qu'elles transmettent leur nature" (traduction Christian Maës).
Condition d'objetL'agent qui en aide un autre en lui servant d'objet : de même que l'homme faible ne peut marcher sans s'appuyer sur une canne, les états d'esprit ont besoin d'un objet pour se manifester.
Condition de prédominanceL'agent qui en aide un autre en le dominant.
Condition d'immédiatetéL'agent qui en aide un autre par sa proximité temporelle.
Condition de simultanéitéL'agent qui en aide un autre en apparaissant simultanément, « comme la lampe pour la lumière ».
Condition de réciprocitéAgents qui favorisent leur consolidation réciproque "comme les pieds d'un trépied".
Condition de supportL'agent qui en aide un autre en lui servant de support, de socle.
Condition de fort supportIdem que précédent
Condition d'antérioritéL'agent qui en aide un autre en apparaissant en premier
Condition de postérioritéL'agent non physique qui renforce un agent physique antérieur.
Condition de répétitionL'agent non physique qui n'est qu'une répétition d'un agent non physique antérieur.
Condition de KammaCette condition décrit un effort intentionnel.
Condition de résultatUn état d'esprit paisible et serein aidant l'état d'esprit suivant à être paisible et serein.
Condition d'apportL'aliment conditionne le physique.
Condition de facultéLorsque des facultés conditionnent des agents non physiques — par exemple la faculté oculaire conditionnant la conscience visuelle.
Condition de DhyanaUn Dhyana conditionne les facteurs qui lui sont associés, parmi Vitakka, Vicara, Piti, Sukha, Upekkha et Ekaggata.
Condition de cheminLes facteurs aidant à sortir du Samsara.
Condition d'associationLes agents non physiques qui s'associent au même objet (voir : Skandhas).
Condition de dissociationAu contraire de la condition précédente, les agents non physiques se renforçant réciproquement en n'étant pas associés au même objet.
Condition d'existenceUn agent qui en renforce un autre, similaire.
Condition d'inexistenceL'agent non physique qui en aide un autre à apparaître en disparaissant.
Condition de disparitionIdem que condition précédente.
Condition de non-disparitionIdem que condition d'existence.

#### Explications

##### L'aveuglementconditionne lescréations
L'absence de vue correcte de la nature des choses et des caractéristiques de l'existence conditionnée (impermanence, insatisfaction et absence d'essence) est à l'origine d'actes, paroles ou pensées qui produisent des imprégnations karmiques.
L'aveuglement conditionne les créations méritoires en tant que condition d'objet et condition de fort support.
Il conditionne les créations déméritoires en tant que condition d'objet, que prédominance d'objet, de fort support d'objet ; en tant que condition d'immédiateté, pleine immédiateté, fort support immédiat, répétition, inexistence et dissociation, en tant que condition causale, de simultanéité, de réciprocité, de support, d'association, d'existence et de non-dissociation.
Enfin, l'aveuglement conditionne les créations neutres d'une seule manière : comme condition de fort support.

##### Les créations conditionnent lesétats de conscience
Deux cas sont distingués au cours de la vie et au moment particulier du « lien-de-renaissance » (pali patisandhi). Au cours de la vie, les créations passées troublent la connaissance discriminative (et à cette occasion se renforcent d'elles-mêmes). À la mort, leur résultante est une "force karmique" qui provoque une conscience de renaissance.
De même, l'eau se loge à l'endroit le plus bas; de même, les créations mentales ayant des effets karmiques, elles conditionnent le niveau de conscience.
Pour Buddhadasa, il ne peut s'agir de conscience de renaissance (patisandhi-viññāna), mais il s'agit des six types de conscience sensorielle (visuelle, auditive, olfactive, gustative, tactile et mentale), classiquement définies dans le canon pali.

##### Les états de conscience conditionnent lesphénomènes physiques et mentaux
Pendant la vie, les états de conscience ont constamment un impact sur le corps et sur l'esprit qui constituent l'individu (pour le bouddhisme, le physiologique et le psychologique sont inséparables). Lors de la mort, la conscience de renaissance anime un ovule fécondé et est à la source d'une nouvelle existence .
Une autre interprétation est que la conscience sépare le monde en sujet en objet, et que de cette séparation découle le namarupa. Chaque instant de conscience prend une forme physique ou mentale spécifique.
Un état de conscience résultant conditionne le psychique de neuf manières : condition de simultanéité, de réciprocité, de support, d'association, de résultat, d'apport, de faculté, de dissociation, d'existence, de non-disparition.
Un état de conscience résultant conditionne le physique de neuf manières, lors de la renaissance, punarbhava : condition de simultanéité, de réciprocité, de support, de résultat, apport, faculté, dissociation, existence, et non-disparition.

##### Les phénomènes physiques et mentaux conditionnent lessix sphères sensorielles
Avec l'individualité physio-psychologique, apparaissent les sens, qui lui sont nécessaires pour vivre et se développer, par communication avec son environnement.
Lors de la renaissance, punarbhava, le psychique conditionne le domaine mental comme condition de simultanéité, de réciprocité, de support, d'association, de résultat, d'existence, et de non-disparition. Il peut le conditionner comme apport ou condition causale.
Au cours de la vie, le psychique résultant représente les mêmes conditions. Le psychique non résultant représente six conditions : simultanéité, réciprocité, support, association, existence et non-disparition, et également constituer une condition causale ou d'apport.
Le psychique résultant conditionne les cinq autres domaines comme condition de simultanéité, de support, de résultat, de dissociation, d'existence et de non-disparition ; parfois comme condition causale et condition d'apport.

##### Les six sphères sensorielles conditionnent le contact
Les six bases des sens permettent le contact avec les objets des sens (les six bases internes entrent en contact avec les six bases externes qui leur correspondent).
Les cinq sphères sensorielles physiques conditionnent les contacts physiques en tant que condition de support, d'antériorité, de faculté, de dissociation, d'existence et de non-disparition.
Le domaine mental résultant (pali : Vipaka) conditionne le contact mental résultant comme condition de simultanéité, de réciprocité, de support, de résultat, d'apport, de faculté, d'association, d'existence et de non disparition.
Le domaine visible conditionne le contact avec l'œil en tant qu'objet, que condition d'antériorité, d'existence et de non-disparition. Et les autres « domaines extérieurs » conditionnent de la même manière, par exemple le son pour l'oreille.
Les domaines extérieurs conditionnent le contat mental en tant qu'objet. Mais Buddhaghosa ajoute : ou en tant qu'antériorité, existence ou non-disparition, sans trancher.

##### Le contact conditionne lessensations
Le contact avec les objets des sens produit une sensation qui va être intégrée par l'organisme et ressentie comme agréable, désagréable ou neutre.

##### Les sensations conditionnent lasoif
Seule la sensation « résultante » (pali : vipaka) et agréable (sukha) est prise en compte : les sensations désagréables et neutres n'entrent pas en jeu. La sensation résultante agréable conditionne la soif comme condition de fort support.
Les sensations agréables appellent répétition et abondance, dans une aspiration à toujours éprouver davantage, tandis que les sensations désagréables provoquent fuite et répulsion. La deuxième noble vérité identifie la soif comme cause de l'insatisfaction.

##### La soif conditionne l'attachement
Alors que la soif est une réaction, l'attachement est une "saisie" puissante (entretenue par la soif) qui opère au niveau inconscient comme au niveau conscient, et qui lie profondément l'individu à la roue des phénomènes. "La saisie est imprégnée dans la structure corporelle de notre être. C'est une crispation émotionnelle." (Stephen Batchelor)

##### L'attachement conditionne l'existence
L'attachement détermine le devenir, il tisse la toile des jours. L'ensemble des liens d'attachement forme les vecteurs karmiques qui produisent le devenir. Ajahn Brahm explique que l'attachement créé par la soif est le "carburant" qui propulse de vie en vie.
L'attachement se décline sous quatre formes : l’attachement aux plaisirs des sens (kāmupādāna), aux opinions (ditthupādāna), aux règles et rituels (silabbatupādāna) et au concept du « je » (attavadupādāna).

##### L'existence conditionne la naissance
Les naissances successives (et à chaque instant on naît et on meurt) sont reliées par le processus du devenir. Le devenir produira une nouvelle naissance.
Cette naissance peut aussi être interprétée non comme naissance physique, mais comme naissance du concept du « je » pouvant survenir à tout instant, la sensation d’être quelqu’un ou quelque chose de permanent.

##### La naissance conditionne la vieillesse et la mort
D'instant en instant on s'achemine vers la vieillesse et la mort. Seul celui qui est "non-né", qui a "accédé" à l'Absolu, ne peut plus connaître vieillesse et mort.

#### Sortir du cycle
Le Upanissa sutta présente la formulation du cycle qui amène à se libérer de dukkha, qui en est donc le premier maillon (la liste présentée se fonde sur la traduction de Thānissaro Bhikkhu (en) :
1. souffrance ;
2. conviction ;
3. joie ;
4. ravissement ;
5. sérénité ;
6. plaisir ;
7. concentration ;
8. connaissance et vision des choses telles qu'elles sont ;
9. désenchantement ;
10. « dépassionnement » ;
11. libération ;
12. connaissance de la libération.

On retrouve dans cette formulation certains « facteurs » propres à la pratique de samatha, ainsi que certains stades de vipassana selon la description qu'en fait le bouddhisme theravada.

### Madhyamaka
Le bouddhisme mādhyamika présente une interprétation originale de la coproduction conditionnelle.
Nāgārjuna écrit dans le Mulamadhyamakakarika :
« Où que ce soit, quelles qu’elles soient, ni de soi ni d'autrui, ni de l'un ni de l'autre, ni indépendamment de l'un et de l'autre, les choses ne sont jamais produites. » (traduction de L. Biton)
Rien n'est jamais produit : 
« La production conditionnée concerne des phénomènes inconsistants, insubstantiels, qui échappent aux quatre alternatives de "l'être", du "néant", de "l'être" et du "non-être" à la fois et du "ni être ni non-être". » (Philippe Cornu).
La coproduction conditionnée n'est que vacuité, ce qui fait la spécificité de sa compréhension par le Madhyamaka. Ce n'est qu'une vérité conventionnelle (saṃvṛti), ce n'est pas une causalité inhérente qui existerait réellement.

### Cittamātra
Selon l'école du Cittamātra, la coproduction conditionnée n'est « rien qu'esprit ». Il ne s'agit pas de dire que tout soit illusoire, que l'esprit n'existe pas, mais de ramener tous les autres phénomènes à celui de consciences, vijnanas.
Selon Asaṅga :
« Le pratîtyasamutpada à douze membres est celui qui répartit l'agrément et le désagrément (…). Ici, ceux qui se trompent sur la première production en dépendance (…) pensent qu'il faut rechercher l'origine des choses dans leur nature propre, ou dans les actes antérieurs, ou dans une métamorphose du créateur, ou dans le soi ; ou encore ils pensent qu'il n'y a ni cause ni condition. Ceux qui se trompent sur la seconde production en dépendance imaginent un Soi actif et jouisseur. » (in La somme du grand véhicule d'Asanga, traduction Étienne Lamotte).